# Роди Пайпър
Родерик Джордж „Роди“ Тумбс , по-добре познат под сценичното си име Роди Пайпър „Гайдаря“, е бивш канадски професионален кечист, актьор и водещ на радио шоу.
В кеча Пайпър е най-добре познат на интернационалната публика за своята работа в World Wrestling Federation (WWF, по-късно WWE) и World Championship Wrestling (WCW) между 1984 и 2000. Въпреки че е канадец, заради своя шотландски произход той е обявяван че е от Глазгоу и е познат с ключовите си пола и музикалното влизане с гайда. Получава своите прякори „Гайдаря“ и „Хот Род“ като показва своите запазени „Шотландска“ ярост, спонтанност и бърз ум. Ветеранът в индустрията Рик Светкавицата нарича Пайпър „най-надареният забавен човек в цялата история на професионалния кеч“.
Един от най-разпознаваемите кеч звезди от цял свят, Пaйпър е в много pay-per-view турнири, включително главните ежегодни събития на WWF и WCW, КечМания и Звездното шоу. Той получава 34 шампионски титли в някои компании, по време на своята кариера на ринга, продължила 42 години. Най-забележимите вражди на Пайпър са с Грег Валънтайн, Ейдрън Адонис и Хълк Хоуган, с вражда срещу Хоуган, включваща „Капитана“ Лу Албано и певицата Синди Лоупър, считана за началото на Rock 'n' Wrestling. Въведен в Залата на славата на WWE през 2005 и означен като най-големия злодей в кеч историята на WWE.
Извън кеча Пайпър играе в десетки филми и телевизионни предавания, включително главната роля в култовия филм They Live през 1988.

## В кеча
- Финални ходове
  - Приспивателното[1]
- Ключови ходове
  - Belly to back suplex[13]
  - Bulldog[14][15]
  - Цифрата 4[16]
  - High knee[13]
  - Inverted atomic drop[13]
  - Low blow[13][17]
  - Многобройни удари[2]
  - Палец или бъркане в окото на опонента[16]
- Мениджъри
  - Боб Ортън младши[18]
- Придружавайки
  - Шон О'Хеър[19]
  - Върджил[20]
  - Пол Орндорф
  - Д-р Д. Дейвид Шулц[13]
  - Големият Джо Стъд[21]
  - Колин Далани[22]
- Прякори
  - „Гайдаря“
  - „Най-великия злодей“
  - „Шумният“[3]
  - „Шумният шотландец“
  - „Хот Род“[3]
  - „Хот Скот“[3]
  - „Г-н Спорен“
- Входни песни
  - Green Hills of Tyrol от Chappell Production Library (WWE/WCW/TNA)
  - Hot Rod на Джим Джонстън (WWE)
  - "The Bonnie Lass o' Fyvie" (WWE/TNA)
  - Scotland the Brave (WWE/TNA)

## Шампионски титли и отличия
- Cauliflower Alley Club
  - Въведен член на Reel (2001)[23]
- Mid-Atlantic Championship Wrestling/World Championship Wrestling
  - Средно-атлантически шампион в тежка категория на NWA (3 пъти)[24]
  - Телевизион шампион на NWA (2 пъти)[24]
  - Шампион в тежка категория на Съединените щати на NWA/WCW (3 пъти)[25]
- NWA All-Star Wrestling
  - Канадкси отборен шампион на NWA (Версия Ванкувар) (1 път) – с Рик Мартел[24]
- NWA Hollywood Wrestling
  - Американски шампион в тежка категория на NWA (5 пъти)[24]
  - Американски отборен шампион на NWA (5 пъти) – с Кръшър Верду (1), Кийт Франкс (1), Пак Чоо (1), Рон Бас (1), и Хенгмен (1)[24]
  - Шампион в полутежка категория на NWA (1 пъти)1
- NWA San Francisco
  - Шампион в тежка категория на Съедините щати на NWA (Версия Сан Франциско) (1 път)[24]
  - Световен отборен шампион на NWA (Версия Сан Франциско) (1 път) – с Ед Уискоски[26]
- Pacific Northwest Wrestling
  - Шампион в тежка категория на Тихо океанските северозападни щати на NWA (2 пъти)[27]
  - Отборен шампион на Тихо океанските северозападни щати на NWA (4 пъти) – с Килър Тим Брукс (1), Рик Мартел (3) и Майк Попович (1)2
- Pro Wrestling Illustrated
  - Мач на годината (1985) с Пол Орндорф срещу Хълк Хоуган и Мистър Ти на КечМания 2[28]
  - Най-мразен кечист на годината (1984, 1985)[29]
  - Най-вдъхновяващ ке1ист на годината (1982)[30]
  - Най-популярен кечист на годината (1986)[31]
  - Награда Стенли Уестън (2015)
  - PWI го класира като № 17 от топ 500 индивидуални кечисти в PWI Years през 2003
- Залата и музея на славата на продфесионалния кеч
  - Клас 2007[32]
- World Class Championship Wrestling
  - Американски отборни шампиони на NWA (1 път) – с Булдог Броулър[24]
- World Wrestling Federation/World Wrestling Entertainment
  - Интерконтинентален шампион на WWF (1 път)[33]
  - Световен отборен шампион (1 път) – с Рик Светкавицата[34]
  - Залата на славата на WWE (Клас 2005)[1]
  - Награди Слами (1 път)
    - Най-добра личност в Land of a Thousand Dances (1986)[35]
- Wrestling Observer Newsletter
  - Най-добър злодей (1984, 1985)
  - Най-добри интервюта (1981) равенство с Лу Албано
  - Най-добри интервюта (1982, 1983)
  - Най-лош мач на годината (1986) срещу Мистър Ти на КечМания 2
  - Най-лош мач на годината (1997) срещу Хълк Хоуган на СуперБунт 7
  - Залата на славата на Wrestling Observer Newsletter (Клас 1996)[36]

1 ↑Световната титла в полутежка категория на NWA вече не се признава или санкционира от National Wrestling Alliance.
2 ↑Мартел освогбоди титлата след като загуби мач, в който загубилия напуска града, и Пайпър избра Попович като заместник партньор.